# Indigofera breviviscosa
Indigofera breviviscosa är en ärtväxtart som beskrevs av Jan Bevington Gillett. Indigofera breviviscosa ingår i släktet indigosläktet, och familjen ärtväxter. Inga underarter finns listade i Catalogue of Life.